# زیردریایی تیپ ۲۱۴
زیردریایی تیپ ۲۱۴ (به انگلیسی: Type 214 submarine) یک زیردریایی است که طول آن 213 feet 3 inches (65.0 m) می‌باشد.